# Klogalagoer
Klogalagoer (Euoticus) är ett släkte i familjen galagoer (Galagonidae) som tillhör ordningen primater. I släktet finns två arter som lever i ett litet område i centrala Afrika.
Arterna är:
- Nordlig klogalago (Euoticus pallidus)
- Västlig klogalago (Euoticus elegantulus)

De skiljer sig i pälsens färg och i byggnaden av hannarnas penis.

## Kännetecken
Med en kroppslängd mellan 18 och 21 centimeter, en svanslängd från 28 till 31 centimeter och en vikt mellan 270 och 360 gram är de jämförelsevis stora medlemmar i familjen. Den täta och mjuka pälsen har en kanelbrun-grå till kanelbrun-orange färg och buken är något ljusare. Bara första fingret har tillplattade naglar, alla andra naglar är spetsiga och påminner om klor. Dessa naglar, de breda händerna och den speciella tanduppsättningen är anpassningar till födan som består av trädens vätskor. De övre framtänderna är riktade framåt, de nedre framtänderna är förstorade och djurens främre premolarer är spetsiga liksom hörntänder. Ögonen och öronen är liksom hos andra galagoer stora.

## Utbredning och habitat
Arternas utbredningsområde sträcker sig från sydöstra Nigeria till Gabon och Kongo-Kinshasa. Floden Sanaga i Kamerun är gränsen mellan bägge arter. Habitatet utgörs av tropisk regnskog.

## Levnadssätt
Dessa primater lever bara på träd. De är aktiva på natten och vilar på dagen ihoprullad och gömd bland större lövansamlingar. Individerna vistas i höder mellan 5 och 50 meter över marken och kommer så gott som aldrig ner till marken. Födan utgörs främst av trädens vätskor och naturgummi. De håller sig fast på den lodrätta trädstammen med sina breda händer och spetsiga naglar samt öppnar barken med tänderna. I mindre mått äter de insekter och i undantagsfall även frukter. Västlig klogalago kan hoppa över en 2,5 meter lång horisontal sträcka och från en gren vid trädets topp till en lägre gren över 8 meter.
På viloplatsen hittas ofta två till sju individer men de letar ensam efter föda. Varje individ har ett revir som markeras med urin. Honan föder en unge per kull och några exemplar levde i fångenskap 15 år.